# Maubeuge
Maubeuge là một xã trong vùng Hauts-de-France, thuộc tỉnh Nord, quận Avesnes-sur-Helpe, chef-lieu của 2 tổng. Tọa độ địa lý của xã là 50° 16' vĩ độ bắc, 03° 58' kinh độ đông. Maubeuge nằm trên độ cao trung bình là 133 mét trên mực nước biển, có điểm thấp nhất là 122 mét và điểm cao nhất là 167 mét. Xã có diện tích 18,85 km², dân số vào thời điểm 1999 là 34.051 người; mật độ dân số là 1806 người/km².

## Thông tin nhân khẩu
| 1936   | 1946   | 1954   | 1962   | 1968   | 1975   | 1982   | 1990   | 1999   |
| ------ | ------ | ------ | ------ | ------ | ------ | ------ | ------ | ------ |
| 23 622 | 20 859 | 24 215 | 27 214 | 32 028 | 35 399 | 36 061 | 34 989 | 33 546 |